# Lola LC87
Lola LC87 – samochód Formuły 1, zaprojektowany przez Erika Broadleya i Ralpha Bellamy’ego, skonstruowany przez Lolę dla zespołu Larrousse Calmels. Uczestniczył w sezonie 1987.

## Historia
Były kierowca wyścigowy i szef Renault Sport Gérard Larrousse oraz jego przyjaciel Didier Calmels zdecydowali się założyć zespół Formuły 1, aby wystartować w sezonie 1987. Zlecili oni budowę samochodu firmie Lola.
W efekcie Eric Broadley i Ralph Bellamy zaprojektowali model LC87, który wziął nazwę od inicjałów Larrousse-Calmels. Pojazd ten w dużej mierze był oparty na Loli uczestniczącej w Formule 3000. Był konwencjonalnym modelem z monokokiem z włókien węglowych, silnikiem Cosworth i skrzynią biegów Hewland. Silnik Cosworth DFZ był jednostką wolnossącą w dobie silników turbo i osiągając moc maksymalną około 565 KM, nie był w porównaniu do nich konkurencyjny.
Larrousse rozpoczął sezon z jednym samochodem, który prowadził Philippe Alliot. Model spisywał się słabo w kwalifikacjach, ale był udoskonalany przez cały sezon. Zaowocowało to trzema szóstymi miejscami Alliota. Pod koniec sezonu wystawiono drugi samochód dla Yannicka Dalmasa.
Następcą modelu była Lola LC88.

## Wyniki w Formule 1
| Legenda oznaczeń w tabelach wyników Wyświetl szablon na nowej stronie | Legenda oznaczeń w tabelach wyników Wyświetl szablon na nowej stronie                                                                     |
| Oznaczenie                                                            | Wyjaśnienie |
| --------------------------------------------------------------------- | --- |
| Złoty                                                                 | Zwycięzca lub mistrzostwo |
| Srebrny                                                               | 2. miejsce lub wicemistrzostwo |
| Brązowy                                                               | 3. miejsce lub II wicemistrzostwo |
| Zielony                                                               | Ukończył, punktował (w klasyfikacji generalnej, gdy zdobył co najmniej jeden punkt na przestrzeni sezonu, poza trzema powyższymi opcjami) |
| Niebieski                                                             | Ukończył, nie punktował (w klasyfikacji generalnej, gdy nie zdobył co najmniej jednego punktu na przestrzeni sezonu)                      |
| Czerwony                                                              | Nie zakwalifikował się (NZ) |
| Czerwony                                                              | Nie prekwalifikował się (NPK) |
| Różowy                                                                | Nie ukończył (NU) |
| Różowy                                                                | Niesklasyfikowany (NS) (w klasyfikacji generalnej, gdy nie został sklasyfikowany w żadnym wyścigu sezonu)                                 |
| Czarny                                                                | Zdyskwalifikowany (DK) |
| Czarny                                                                | Wykluczony (WYK/EX) |
| Biały                                                                 | Nie wystartował (NW) |
| Biały                                                                 | Kontuzjowany (K/INJ) |
| Biały                                                                 | Wyścig odwołany (OD/C) |
| Bez koloru                                                            | Został wycofany (WYC/WD) |
| Bez koloru                                                            | Nie przybył (NP/DNA) |
| Bez koloru                                                            | Nie brał udziału w treningach (NT/DNP) |
| Bez koloru                                                            | Nie został zgłoszony (–) |
| Pogrubienie                                                           | Start z pole position |
| Kursywa                                                               | Najszybsze okrążenie wyścigu |
| †                                                                     | Nie ukończył, ale jego rezultat został zaliczony ze względu na przejechanie więcej niż 90% dystansu wyścigu.                              |
| *                                                                     | Sezon w trakcie |
| 1/2/3                                                                 | Punktowana pozycja w sprincie kwalifikacyjnym                                                                                             |
| Lista systemów punktacji Formuły 1                                    | |

| Sezon | Zespół            | Silnik | Kierowcy        | Wyniki w poszczególnych eliminacjach | Wyniki w poszczególnych eliminacjach | Wyniki w poszczególnych eliminacjach | Wyniki w poszczególnych eliminacjach | Wyniki w poszczególnych eliminacjach | Wyniki w poszczególnych eliminacjach | Wyniki w poszczególnych eliminacjach | Wyniki w poszczególnych eliminacjach | Wyniki w poszczególnych eliminacjach | Wyniki w poszczególnych eliminacjach | Wyniki w poszczególnych eliminacjach | Wyniki w poszczególnych eliminacjach | Wyniki w poszczególnych eliminacjach | Wyniki w poszczególnych eliminacjach | Wyniki w poszczególnych eliminacjach | Wyniki w poszczególnych eliminacjach | Wyniki kierowców | Wyniki kierowców | Wyniki konstruktora | Wyniki konstruktora |
| 1987  |                   |        |                 | Brazylia                             | San Marino                           | Belgia                               | Monako                               | Stany Zjednoczone                    | Francja                              | Wielka Brytania                      | Niemcy                               | Węgry                                | Austria                              | Włochy                               | Portugalia                           | Hiszpania                            | Meksyk                               | Japonia                              | Australia                            | Pkt.             | Msc.             | Pkt.                | Msc.                |
| ----- | ----------------- | ------ | --------------- | ------------------------------------ | ------------------------------------ | ------------------------------------ | ------------------------------------ | ------------------------------------ | ------------------------------------ | ------------------------------------ | ------------------------------------ | ------------------------------------ | ------------------------------------ | ------------------------------------ | ------------------------------------ | ------------------------------------ | ------------------------------------ | ------------------------------------ | ------------------------------------ | ---------------- | ---------------- | ------------------- | ------------------- |
| 1987  | Larrousse Calmels | Ford   | Yannick Dalmas  | –                                    | –                                    | –                                    | –                                    | –                                    | –                                    | –                                    | –                                    | –                                    | –                                    | –                                    | –                                    | –                                    | 9                                    | 14                                   | 5                                    | 0                | 22               | 3                   | 9                   |
| 1987  | Larrousse Calmels | Ford   | Philippe Alliot | –                                    | 10                                   | 8                                    | NU                                   | NU                                   | NU                                   | NU                                   | 6                                    | NU                                   | 12                                   | NU                                   | NU                                   | 6                                    | 6                                    | NU                                   | NU                                   | 3                | 17               | 3                   | 9                   |